# Lobelia deckenii
Lobelia deckenii là loài thực vật có hoa trong họ Hoa chuông. Loài này được (Asch.) Hemsl. mô tả khoa học đầu tiên năm 1877.